# Byphlocyta nigropunctata
Byphlocyta nigropunctata är en insektsart som beskrevs av M. Firoz Ahmed 1971. Byphlocyta nigropunctata ingår i släktet Byphlocyta och familjen dvärgstritar.
Artens utbredningsområde är Pakistan. Inga underarter finns listade i Catalogue of Life.